# Haplogroupe I-M253
L'haplogroupe I-M253, aussi connu comme I1, est un haplogroupe du chromosome Y. Les marqueurs génétiques identifiants confirmés de I-M253 sont les SNP's M253,M307.2/P203.2, M450/S109, P30, P40, L64, L75, L80, L81, L118, L121/S62, L123, L124/S64, L125/S65, L157.1, L186, et L187. C'est une branche primaire de l'Haplogroupe I-M170 (I*).
L'haplogroupe atteint ses fréquences de pointe en Suède (52 % des hommes dans le comté de Västra Götaland) et à l'ouest de la Finlande (plus de 50 % dans la province de Satakunta) En termes de moyennes nationales, I-M253 se situe entre 35 et 38 % des hommes suédois, 32,8 % des hommes danois, environ 31,5 % des mâles norvégiens et environ 28 % des hommes finlandais.
L'haplogroupe I-M253 est une branche primaire de l'haplogroupe I* (I-M170), qui a été présente en Europe depuis l'antiquité. L'autre branche primaire de I* est-I-M438, également connue comme I2.
Avant un reclassement en 2008, le groupe était connu comme I1a, un nom qui a depuis été réaffecté à une branche primaire, l'haplogroupe I-DF29. Les autres principales branches de I1 (M253) sont I1b (S249/Z131) et I1c (Y18119/Z17925).

## Origine
Selon une étude publiée en 2010, I-M253 est apparu entre 3 170 et 5 000 ans, au Chalcolithique en Europe. Une nouvelle étude en 2015 estime son origine entre 3 470 et 5 070 ans ou entre 3 180 et 3 760, à l'aide de deux techniques différentes. Il est suggéré qu'il a initialement essaimé à partir de la région qui est maintenant le Danemark.
Une étude de 2014 en Hongrie révéla les restes de neuf personnes de la culture rubanée, dont un portait le SNP M253 qui définit l'haplogroupe I1. Il a été découvert que ce spécimen BAB5 portait l'un des 312 SNP définissant l'haplogroupe I1. BAB5 pourrait également être classé comme I1-Z2699*. Néanmoins, les restes squelettiques de BAB5 n'ont pas été datés au radiocarbone, et l'étude de 2015 ne fournit aucune analyse de l'ascendance autosomique de l'échantillon. Une étude de 2023 portant sur des échantillons du même site présente plusieurs échantillons d'ADNa lombard de la période de migration, ce qui remet en question la datation archéologique de l'échantillon BAB5.
Le plus ancien spécimen confirmé appartenant à l’haplogroupe I-M253 provient de Falköping, en Suède, daté d’environ 2 200 av. J.-C. Il s’agit d’un individu de la culture de la céramique cordée, ce qui correspond à une période où des groupes de pasteurs venus de l’est (steppe pontique) ont commencé à se mélanger aux populations néolithiques européennes. Selon Allentoft et al., l'expansion rapide de cet haplogroupe et de l'ascendance pangénomique associée au début de l'âge du bronze nordique semble indiquer un avantage reproductif considérable des individus associés à ce groupe par rapport aux groupes précédents dans de grandes parties de la Scandinavie. Cette ascendance marquée chez les mâles par l'haplogroupes I1 constitue la source prédominante pour les Scandinaves de l'âge du fer et des Vikings ultérieurs, ainsi que pour les anciens groupes européens en dehors de la Scandinavie qui ont une association scandinave ou germanique documentée (par exemple, Anglo-Saxons, Goths).

## Structure
I-M253 (M253, M307.2/P203.2, M450/S109, P30, P40, L64, L75, L80, L81, L118, L121/S62, L123, L124/S64, L125/S65, L157.1, L186, et L187) ou I1&#x20;
- I-DF29 (DF29/S438); I1a
  - I-CTS6364 (CTS6364/Z2336); I1a1
    - I-M227; I1a1a
    - I-L22 (L22/S142); I1a1b
      - I-P109; I1a1b1
      - I-L205 (L205.1/L939.1/S239.1); I1a1b2
      - I-Z74; I1a1b3
      - I-L300 (L300/S241); I1a1b4
        - I-L287
          - I-L258 (L258/S335)

        - I-L813

  - I-Z58 (S244/Z58); I1a2
    - I-Z59 (S246/Z59); I1a2a
      - I-Z60 (S337/Z60, S439/Z61, Z62); I1a2a1
        - I-Z140 (Z140, Z141)
          - I-L338
          - I-F2642 (F2642)

        - I-Z73
          - I-L1302

        - I-L573
        - I-L803

      - I-Z382; I1a2a2

    - I-Z138 (S296/Z138, Z139); I1a2b
      - I-Z2541

  - I-Z63 (S243/Z63); I1a3
    - I-BY151; I1a3a
      - I-L849.2; I1a3a1
      - I-BY351; I1a3a2
        -           - I-CTS10345
            - I-Y10994

          - I-Y7075

      - I-S2078
        - I-S2077
          - I-Y2245 (Y2245/PR683)
            - I-L1237
              - I-FGC9550

            - I-S10360
              - I-S15301

            - I-Y7234

      - I-BY62 (BY62); I1a3a3
- I-Z131 (Z131/S249); I1b
  - I-CTS6397; I1b1
- I-Z17943 (Y18119/Z17925, S2304/Z17937); I1c

## Répartition géographique
I-M253 est trouvé à densité élevée dans le Nord de l'Europe et d'autres pays qui ont subi d'importantes migrations de l'Europe du Nord, soit dans la Période de Migration,  la période Viking de ou de l'époque moderne. On le trouve dans tous les endroits envahis par les anciens Germains et les Vikings.
Au cours de l'ère moderne, d'importants populations I-M253 ont d'ailleurs pris racine dans des pays d'immigration et anciennes colonies européennes telles que les États-Unis, l'Australie et le  Canada.
| Population                    | Taille de l'échantillon | I (total)                | I1 (I-M253)                     | I1a1a (I-M227) | Source                 |
| ----------------------------- | ----------------------- | ------------------------ | ------------------------------- | -------------- | ---------------------- |
| Autriche                      | 43                      | 9.3                      | 2.3                             | 0.0            | Underhill et al. 2007  |
| Biélorussie: Vitebsk          | 100                     | 15                       | 1.0                             | 0.0            | Underhill et al. 2007  |
| Biélorussie: Brest            | 97                      | 20.6                     | 1.0                             | 0.0            | Underhill et al. 2007  |
| Bosnie                        | 100                     | 42                       | 2.0                             | 0.0            | Rootsi et al. 2004     |
| Bulgarie                      | 808                     | 26.6                     | 4.3                             | 0.0            | Karachanak et al. 2013 |
| République Tchèque            | 47                      | 31.9                     | 8.5                             | 0.0            | Underhill et al. 2007  |
| République Tchèque            | 53                      | 17.0                     | 1.9                             | 0.0            | Rootsi et al. 2004     |
| Danemark                      | 122                     | 39.3                     | 32.8                            | 0.0            | Underhill et al. 2007  |
| Angleterre                    | 104                     | 19.2                     | 15.4                            | 0.0            | Underhill et al. 2007  |
| Estonie                       | 210                     | 18.6                     | 14.8                            | 0.5            | Rootsi et al. 2004     |
| Estonie                       | 118                     | 11.9                     | Lappalainen et al. 2008         |                |                        |
| Finlande (national)           | 28.0                    | Lappalainen et al. 2006  |                                 |                |                        |
| Finlande: ouest               | 230                     | 40                       | Lappalainen et al. 2008         |                |                        |
| Finlande: est                 | 306                     | 19                       | Lappalainen et al. 2008         |                |                        |
| Finlande: région de Satakunta | 50+                     | Lappalainen et al. 20089 |                                 |                |                        |
| France                        | 58                      | 17.2                     | 8.6                             | 1.7            | Underhill et al. 2007  |
| France                        | 12                      | 16.7                     | 16.7                            | 0.0            | Cann et al. 2002       |
| France (Basse-Normandie)      | 42                      | 21.4                     | 11.9                            | 0.0            | Rootsi et al. 2004     |
| Allemagne                     | 125                     | 24                       | 15.2                            | 0.0            | Underhill et al. 2007  |
| Grèce                         | 171                     | 15.8                     | 2.3                             | 0.0            | Underhill et al. 2007  |
| Hongrie                       | 113                     | 25.7                     | 13.3                            | 0.0            | Rootsi et al. 2004     |
| Irlande                       | 100                     | 11                       | 6.0                             | 0.0            | Underhill et al. 2007  |
| Tatars de Kazan               | 53                      | 13.2                     | 11.3                            | 0.0            | Trofimova 2015         |
| Lettonie                      | 113                     | 3.5                      | Lappalainen et al. 2008         |                |                        |
| Lituanie                      | 164                     | 4.9                      | Lappalainen et al. 2008         |                |                        |
| Pays-Bas                      | 93                      | 20.4                     | 14                              | 0.0            | Underhill et al. 2007  |
| Norvège                       | 2826                    | 31.5                     | Eupedia 2017 [réf. à confirmer] |                |                        |
| Russie (national)             | 16                      | 25                       | 12.5                            | 0.0            | Cann et al. 2002       |
| Russie: Pskov                 | 130                     | 16.9                     | 5.4                             | 0.0            | Underhill et al. 2007  |
| Russie: Kostroma              | 53                      | 26.4                     | 11.3                            | 0.0            | Underhill et al. 2007  |
| Russie: Smolensk              | 103                     | 12.6                     | 1.9                             | 0.0            | Underhill et al. 2007  |
| Russie: Voronez               | 96                      | 19.8                     | 3.1                             | 0.0            | Underhill et al. 2007  |
| Russie: Arkhangelsk           | 145                     | 15.8                     | 7.6                             | 0.0            | Underhill et al. 2007  |
| Russie: Cossaques             | 89                      | 24.7                     | 4.5                             | 0.0            | Underhill et al. 2007  |
| Russie: Caréliens             | 140                     | 10                       | 8.6                             | 0.0            | Underhill et al. 2007  |
| Russie: Caréliens             | 132                     | 15.2                     | Lappalainen et al. 2008         |                |                        |
| Russie: Vepsa                 | 39                      | 5.1                      | 2.6                             | 0.0            | Underhill et al. 2007  |
| Slovaquie                     | 70                      | 14.3                     | 4.3                             | 0.0            | Rootsi et al. 2004     |
| Slovénie                      | 95                      | 26.3                     | 7.4                             | 0.0            | Underhill et al. 2007  |
| Suède (national)              | 160                     | 35.6                     | Lappalainen et al. 2008         |                |                        |
| Suède (national)              | 38.0                    | Lappalainen et al. 2009  |                                 |                |                        |
| Suède: Västra Götaland        | 52                      | Lappalainen et al. 2009  |                                 |                |                        |
| Suisse                        | 144                     | 7.6                      | 5.6                             | 0.0            | Rootsi et al. 2004     |
| Turquie                       | 523                     | 5.4                      | 1.1                             | 0.0            | Underhill et al. 2007  |
| Ukraine: Lvov                 | 101                     | 23.8                     | 4.9                             | 0.0            | Underhill et al. 2007  |
| Ukraine: Ivanovo-Frankov      | 56                      | 21.4                     | 1.8                             | 0.0            | Underhill et al. 2007  |
| Ukraine: Hmelnitz             | 176                     | 26.2                     | 6.1                             | 0.0            | Underhill et al. 2007  |
| Ukraine: Cherkassy            | 114                     | 28.1                     | 4.3                             | 0.0            | Underhill et al. 2007  |
| Ukraine: Belgorod             | 56                      | 26.8                     | 5.3                             | 0.0            | Underhill et al. 2007  |

### Grande-Bretagne

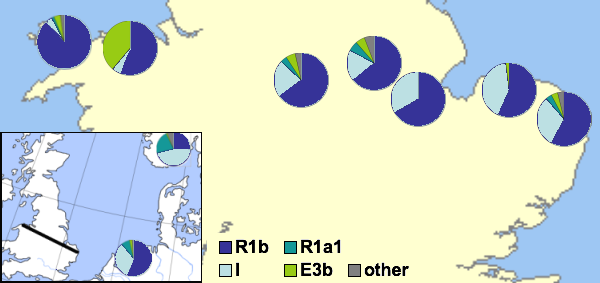
Carte montrant la répartition des chromosomes Y en trans-section de l'Angleterre et du pays de Galles à partir de l'étude "Évidence de l'immigration en masse des Anglo-Saxons par le chromosome Y". Les auteurs attribuent les différences dans les fréquences de l'haplogroupe I à l'immigration Anglo-Saxonne massive en Angleterre, mais pas au pays de Galles.

En 2002, un document a été publié par Michael E. Weale et al. suggèrant la preuve génétique des différences entre la population anglaise et galloise, y compris un niveau nettement plus élevé de l'ADN-Y de l'haplogroupe I en Angleterre que dans le pays de Galles. Ils ont vu cela comme une preuve convaincante de l'invasion massive anglo-saxonne de l'est de la Grande-Bretagne à partir de l'Allemagne du nord et du Danemark au cours de la période des grandes migrations. Les auteurs ont supposé que les populations avec des grandes proportions d'haplogroupe I étaient originaires de l'Allemagne du nord ou du sud de la Scandinavie, en particulier du Danemark, et que leurs ancêtres avaient migré à travers la mer du Nord  avec les migrations des Anglo-Saxons et les Vikings danois. La principale revendication faite par les rechercheurs était:
qu'un événement d'immigration anglo-saxonne affectant de 50 à 100 % du fonds génétique des hommes de l'Angleterre centrale serait nécessaire à l'époque. Nous observons, toutefois, que nos données ne nous permettent pas de distinguer un événement simplement ajouté au fonds génétique masculin indigène de l'Angleterre centrale, d'un autre où les populations de mâles autochtones étaient déplacés ailleurs, ou bien où le nombre d'hommes autochtones a été réduit ... Cette étude montre que la frontière galloise était plus une barrière génétique aux flux de gènes du chromosome Y anglo-saxon que la mer du Nord. Ces résultats indiquent qu'une frontière politique peut être plus important qu'une géophysique dans la structuration génétique des populations.

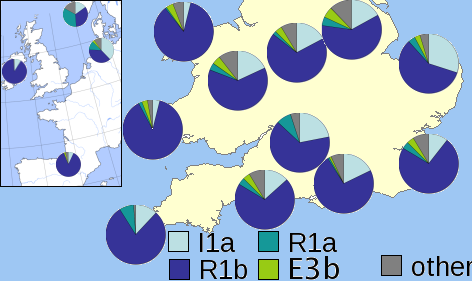
La Distribution des haplogroupes du chromosome Y de Capelli et coll. (2003). L'haplogroupe I est présent dans toutes les populations, avec des fréquences plus élevées dans l'est et des basses fréquences dans l'ouest. Il ne semble pas exister une limite précise comme observé par Weale et coll. (2002)

En 2003, un document publié par Christian Capelli et les collègues prit en charge, mais modifié, les conclusions de Weale et collègues. Ce document, qui a échantillonné sur une grille la Grande-Bretagne et l'Irlande, a trouvé une petite différence entre les échantillons gallois et anglais, avec une diminution progressive de fréquence de l'haplogroupe I en se déplaçant vers l'ouest dans le sud de la Grande-Bretagne. Les résultats suggérèrent aux auteurs que les envahisseurs vikings norvégiens avaient fortement influencé le secteur nord des Îles Britanniques, mais que les deux échantillons anglais et le écossais (de l’île principale) ont tous les deux de l'influence allemande/danoise .

## Membres éminents de l'I-M253
Alexander Hamilton, par la généalogie et les tests de ses descendants (en supposant être la paternité réelle correspondante de sa généalogie), a été placé dans l'haplogroupe ADN-Y I-M253.
Birger Jarl, "Duc de Suède" de la Maison des Goths de Bjalbo, fondateur de Stockholm, dont les vestiges enfouis dans une église avaient été faits tester en 2002 et confirmés aussi I-M253
Les Passagers du Mayflower William Brewster, Edward Winslow et George Soule grâce à des tests ADN

## Marqueurs

ADN, exemple: chaîne 1 ne diffère de la chaîne 2 que par un seul pair de base (polymorphisme C > T).

Voici les spécifications techniques pour les mutations SNP et STR de I'haplogroupe I-M253.
Nom: M253
Type: SNP
Source: M (Peter Underhill de « l'Université de Stanford »(Archive.org • Wikiwix • Archive.is • Google • Que faire ?) (consulté le 8 juillet 2017))
Position: « ChrY:13532101..13532101 (+ verticale) »(Archive.org • Wikiwix • Archive.is • Google • Que faire ?) (consulté le 8 juillet 2017)
Position (paires de bases): 283
Taille totale (paires de bases): 400
Longueur: 1
ISOGG HG: I1
Amorce F (sense 5'→ 3'): GCAACAATGAGGGTTTTTTTG
Amorce R (anti-sense 5'→ 3'): CAGCTCCACCTCTATGCAGTTT
YCC HG: I1
Changement de nucléotides allèles (mutation): C à T
Nom: M307
Type: SNP
Source: M (Peter Underhill)
Position: « ChrY:21160339..21160339 (+ verticale) »(Archive.org • Wikiwix • Archive.is • Google • Que faire ?) (consulté le 8 juillet 2017)
Longueur: 1
ISOGG HG: I1
Amorce F: TTATTGGCATTTCAGGAAGTG
Amorce R: GGGTGAGGCAGGAAAATAGC
YCC HG: I1
Changement de nucléotides allèles (mutation): G pour A
Nom: P30
Type: SNP
Source: PS (« Michael Hammer »(Archive.org • Wikiwix • Archive.is • Google • Que faire ?) (consulté le 8 juillet 2017) de l' Université de l'Arizona et James F. Wilson, de l'Université d'Édimbourg)
Position: « ChrY:13006761..13006761 (+ verticale) »(Archive.org • Wikiwix • Archive.is • Google • Que faire ?) (consulté le 9 juillet 2017)
Longueur: 1
ISOGG HG: I1
Amorce F: GGTGGGCTGTTTGAAAAAGA
Amorce R: AGCCAAATACCAGTCGTCAC
YCC HG: I1
Changement de nucléotides allèles (mutation): G pour A
Région: ARSDP
Nom: P40
Type: SNP
Source: PS (Michael Hammer et James F. Wilson)
Position: « ChrY:12994402..12994402 (+ verticale) »(Archive.org • Wikiwix • Archive.is • Google • Que faire ?) (consulté le 9 juillet 2017)
Longueur: 1
ISOGG HG: I1
Amorce F: GGAGAAAAGGTGAGAAACC
Amorce R: GGACAAGGGGCAGATT
YCC HG: I1
De nucléotides allèles changement (mutation): C à T
Région: ARSDP

### Projets
Haplogroupe I bases de données
- Haplogroup I1 Project at FTDNA
- Danish Demes Regional DNA Project at FTDNA
- Haplogroup I-P109 Project
- British Isles DNA Project

Bases de données générales ADN-Y
Il existe plusieurs bases de données publiques mettant en vedette I-M253, y compris:
1. http://www.eupedia.com/europe/european_y-dna_haplogroups.shtml
2. http://www.semargl.me/
3. http://www.ysearch.org/
4. http://www.yhrd.org/
5. http://www.yfull.com/tree/I1/

| Haplogroupes du chromosome Y (Y-ADN) |                                          |   |   |    |    |    |    |    |   |     |     |     |     |    |    |    |    |     |     |     |    |    |   |
|                                      | Plus récent ancêtre patrilinéaire commun |   |   |    |    |    |    |    |   |     |     |     |     |    |    |    |    |     |     |     |    |    |   |
|                                      | A                                        |   |   |    |    |    |    |    |   |     |     |     |     |    |    |    |    |     |     |     |    |    |   |
|                                      |                                          |   |   | BT |    |    |    |    |   |     |     |     |     |    |    |    |    |     |     |     |    |    |   |
|                                      |                                          | B | B | B  | CT | CT |    |    |   |     |     |     |     |    |    |    |    |     |     |     |    |    |   |
|                                      |                                          |   |   | DE | DE | CF | CF | CF |   |     |     |     |     |    |    |    |    |     |     |     |    |    |   |
|                                      |                                          |   | D | E  |    | C  | C  | F  | F | F   |     |     |     |    |    |    |    |     |     |     |    |    |   |
|                                      |                                          |   |   |    |    |    | G  | H  | H | IJK | IJK | IJK | IJK |    |    |    |    |     |     |     |    |    |   |
|                                      |                                          |   |   |    |    |    |    |    |   | IJ  | K   | K   | K   | K  | K  | K  |    |     |     |     |    |    |   |
|                                      |                                          |   |   |    |    |    |    |    | I | J   |     |     | LT  | K2 | K2 | K2 | K2 | K2  | K2  |     |    |    |   |
|                                      |                                          |   |   |    |    |    |    | I1 |   |     |     | L   | T   |    | MS | MS | MS | MS  | P   | P   | P  | NO |   |
|                                      |                                          |   |   |    |    |    |    |    |   |     |     |     |     |    | M  | S  |    | Q   | R   | R   |    | N  | O |
|                                      |                                          |   |   |    |    |    |    |    |   |     |     |     |     |    |    |    |    |     | R1  | R1  | R2 |    |   |
|                                      |                                          |   |   |    |    |    |    |    |   |     |     |     |     |    |    |    |    | R1a | R1a | R1b |    |    |   |
|                                      |                                          |   |   |    |    |    |    |    |   |     |     |     |     |    |    |    |    |     |     |     |    |    |   |